# Bukit Panau
Bukit Panau är en kulle i Indonesien.   Den ligger i provinsen Aceh, i den västra delen av landet, 1 700 km nordväst om huvudstaden Jakarta. Toppen på Bukit Panau är 149 meter över havet.
Terrängen runt Bukit Panau är platt åt nordost, men åt sydväst är den kuperad.Runt Bukit Panau är det tätbefolkat, med 266 invånare per kvadratkilometer. Närmaste större samhälle är Bireun, 12,7 km nordväst om Bukit Panau. I omgivningarna runt Bukit Panau växer i huvudsak städsegrön lövskog.